# کریستینه خاچاطریان
کریتسینه خاچاطریان (ارمنی: Քրիստինե Խաչատրյան؛ زادهٔ ۱۸ نوامبر ۱۹۸۹ در گیومری) اسکی‌باز زن در رشته اسکی‌باز صحرانوردی اهل ارمنستان است.